# Клауз, Ласло
Ласло Клауз (венг. Klauz László, 6 ноября 1961 — 28 марта 2013) — венгерский борец, выступавший в основном по правилам греко-римского стиля, призёр чемпионатов мира.

## Биография
Родился в 1961 году в Дьёре. В 1986 году стал бронзовым призёром чемпионата мира. В 1987 году занял 6-е место на чемпионате Европы. В 1988 году принял участие в Олимпийских играх в Сеуле, где занял 4-е место по правилам вольной борьбы, и 5-е — по правилам греко-римской. В 1989 году стал серебряным призёром чемпионата мира по правилам греко-римской борьбы, а по правилам вольной борьбы занял 10-е место. В 1990 году стал 4-м на чемпионате Европы, а на чемпионате мира занял 6-е место по правилам вольной борьбы, и 5-е — по правилам греко-римской. На чемпионате мира 1991 года занял 4-е место. В 1992 году принял участие в Олимпийских играх в Барселоне и занял там 4-е место. В 1993 году занял 5-е место на чемпионате мира.